# Miro Zakrajšek
Miro Zakrajšek, slovenski novinar in urednik, * 19. junij 1921, Studenec na Blokah, † 5. maj 1981, Ljubljana.
Zakrajšek je po končani gimnaziji v Ljubljani (1948) stopil v novinarske vrste. Že prej je v letih 1946−1948 delal pri časopisu Delavska enotnost. Po odsluženem vojaškem roku pa je bil novinar pri Ljubljanskem dnevniku (1951-1953) in Gorenjskem glasu (1953-1959), nato je bil do 1981 zaposlen pri Ljudski pravici oziroma Delu med drugim tudi kot urednik gospodarske in notranjepolitične rubrike. Za življenjsko delo je prejel Tomšičevo nagrado.